# اس‌اس ممل
اس‌اس ممل (به انگلیسی: SS Memel) یک کشتی بود که طول آن ۲۲۰ فوت ۷ اینچ (۶۷٫۲۳ متر) بود. این کشتی در سال ۱۹۲۵ ساخته شد.